# Сіссетон (Південна Дакота)
Сіссетон (англ. Sisseton) — місто (англ. city) в США, в окрузі Робертс штату Південна Дакота. Населення — 2479 осіб (2020).

## Географія
Сіссетон розташований за координатами 45°39′45″ пн. ш. 97°2′43″ зх. д. / 45.66250° пн. ш. 97.04528° зх. д. (45.662499, -97.045293).  За даними Бюро перепису населення США в 2010 році місто мало площу 4,12 км², уся площа — суходіл.

## Демографія
Згідно з переписом 2010 року, у місті мешкало 2470 осіб у 958 домогосподарствах у складі 576 родин. Густота населення становила 599 осіб/км².  Було 1057 помешкань (256/км²).
Расовий склад населення:
| - 47,8 % — корінних американців - 47,0 % — білих - 0,4 % — азіатів - 0,1 % — чорних або афроамериканців |

До двох чи більше рас належало 4,5 %. Частка іспаномовних становила 1,6 % від усіх жителів.
За віковим діапазоном населення розподілялося таким чином: 29,7 % — особи молодші 18 років, 52,9 % — особи у віці 18—64 років, 17,4 % — особи у віці 65 років та старші. Медіана віку мешканця становила 34,6 року. На 100 осіб жіночої статі у місті припадало 92,7 чоловіків;  на 100 жінок у віці від 18 років та старших — 91,0 чоловіків також старших 18 років.
Середній дохід на одне домашнє господарство  становив 52 247 доларів США (медіана — 34 929), а середній дохід на одну сім'ю — 61 846 доларів (медіана — 41 250). Медіана доходів становила 34 271 долар для чоловіків та 36 791 долар для жінок. За межею бідності перебувало 28,9 % осіб, у тому числі 47,2 % дітей у віці до 18 років та 14,4 % осіб у віці 65 років та старших.
Цивільне працевлаштоване населення становило 1075 осіб. Основні галузі зайнятості: освіта, охорона здоров'я та соціальна допомога — 31,6 %, публічна адміністрація — 11,6 %, виробництво — 10,1 %, мистецтво, розваги та відпочинок — 10,0 %.